# Forum I
Le Forum I est un gratte-ciel de 118 mètres de hauteur construit à Sydney en Australie en 1999.
Avec l'antenne la hauteur maximale de l'immeuble est de 127 mètres.
Il abrite 483 appartements sur 38 étages 